# 岡田秀樹 (俳優)
岡田 秀樹（おかだ ひでき、1974年11月4日 - ）は、日本の元俳優。東京都出身。身長174cm。スターダストプロモーションに所属していた。

## 略歴
茨城キリスト教学園高等学校卒業。中学生時代にスカウトされ、1990年、TBS系テレビドラマ『3年B組金八先生スペシャル PART8「卒業アルバム」』で俳優デビュー。
その後、1990年代のテレビドラマに出演。デビュー後も、毎週日曜日には東京・渋谷のNHKホール前で路上パフォーマンスを行っていた。
2003年、東宝製作の特撮テレビ番組『超星神グランセイザー』で、反町誠 / セイザーゴルビオン役として知名度を上げた。

## 出演

### テレビドラマ
- 3年B組金八先生スペシャル PART8 『卒業アルバム』（1990年、TBSテレビ）- 高村伸之 役
- 愛という名のもとに（1992年、フジテレビ）- 梶谷 役
- もっと、ときめきを（1992年、日本テレビ）
- 南くんの恋人（1994年、テレビ朝日）- 竹原直人 役
- 龍は眠る（1994年、フジテレビ）
- ウイークエンドドラマ 変「HEN」 鈴木くん佐藤くん（1996年、テレビ朝日）-  冴木貴史 役
- あした吹く風（1997年、TBSテレビ）
- 鉄甲機ミカヅキ（2000年 - 2001年、フジテレビ）- 金城正人 役
- ケータイ刑事 銭形泪（2004年、BS-i）- 男子三楽坊・竹本尽八 役
- ママは女医さん（2004年、TBSテレビ）
- 超星神グランセイザー（2004年、テレビ東京）- 反町誠 / セイザーゴルビオン 役
- ウルトラマンマックス 第29話「怪獣は何故現れるのか」（2005年、TBSテレビ）- 佐橋健二 役
- 金曜エンタテイメント 外科医鳩村周五郎・闇のカルテII （2006年、フジテレビ）- 安田 役
- 土曜ワイド劇場「警視庁特捜刑事の妻」（2006年、テレビ朝日）- 植田明博 役
- だめんず・うぉ〜か〜（2006年、テレビ朝日）

### 映画
- 紅蓮華（1993年）
- ピーナッツ（2006年）
- マスター・オブ・サンダー 決戦!!封魔龍虎伝（2006年）- 若き日の源流和尚 役

### オリジナルビデオ
- 嬲られた果実（1998年）- 主演[1]
- 超星神グランセイザー公式超技ビデオ（2004年）- セイザーゴルビオンの声
- 超星神グランセイザー スーパーバトルメモリー（2005年）- 反町誠 役

### 舞台
- 日の出通り商店街いきいきデー（作：中島らも、演出：喰始、1995年5月～6月）
- HEAVEN HEAVEN HEAVEN（オレンジプリズナーズ第1回本公演、2004年9月）

### CM
- 日本マクドナルド「フリフリポテト」（1993年）
- 花王「サクセス」（1996年）
- サントリー「マグナムドライ」（2000年）
- ピープルスタッフ「人材派遣」（2001年）
- レオパレス21「続・紀香先生　デスクの片付け」篇（2005年）
- 三洋電機「ａｕ W32SA・もはやＴＶじゃねーじゃん！」篇（2005年）

## 書籍

### 写真集
- 『岡田秀樹くんの大好きセーター』ブティック社、1992年10月20日
- 『星座の勇者 - 超星神グランセイザー公式フォトアルバム』雑草社、2004年5月（ISBN 4-921040-05-2）